# Scorpiurium sendtneri
Scorpiurium sendtneri là một loài Rêu trong họ Brachytheciaceae. Loài này được (Schimp.) M. Fleisch. miêu tả khoa học đầu tiên năm 1920.